# Prêmio TVyNovelas de melhor direção de câmera
O Prêmio TVyNovelas de melhor direção de câmera é um dos prêmios oferecidos durante a realização do Prêmio TVyNovelas, destinado à melhor direção de câmera da televisão mexicana.

## Premiados e indicados
| Ano  | Vencedor                                    | Telenovela                     |
| ---- | ------------------------------------------- | ------------------------------ |
| 1988 | Jesús Acuña Lee                             | Senda de gloria                |
| 1989 | Gabriel Vázquez Bulman                      | El pecado de Oyuki             |
| 1990 | Alejandro Frutos                            | Dulce desafío/Mi segunda madre |
| 1991 | Jesús Acuña Lee                             | Yo compro esa mujer            |
| 1992 | Carlos Guerra                               | Cadenas de amargura            |
| 1993 | Patty Juárez                                | Baila conmigo                  |
| 1995 | Jesús Acuña Lee/Carlos Guerra               | El vuelo del águila            |
| 1996 | Alejandro Frutos/Isabel Basurto             | Lazos de amor                  |
| 1997 | Jesús Acuña Lee/Carlos Guerra               | La antorcha encendida          |
| 1998 | Jesús Nájera                                | Esmeralda                      |
| 1999 | Jesús Nájera/Manuel Barajas                 | La usurpadora                  |
| 2001 | Carlos Sánchez Ross/Vivian Sánchez Ross     | Primer amor                    |
| 2008 | Ernesto Arreola                             | Destilando amor                |
| 2009 | Héctor Vázquez/Manuel Barajas               | Alma de hierro                 |
| 2010 | Lino Gama Esquinca                          | Sortilégio                     |
| 2016 | Alejandro Frutos Maza/Jorge Amaya Rodríguez | A que no me dejas              |